# Бодештиј де Жос (Њамц)
Бодештиј де Жос (рум. Bodeștii de Jos) насеље је у Румунији у округу Њамц у општини Бодешти-Пречиста. Oпштина се налази на надморској висини од 397 m.

## Становништво
Према подацима из 2002. године у насељу је живело 1781 становника, од којих су сви румунске националности.